# Der Mauscheljude
Der Mauscheljude ist ein deutsches antijudaistisch und antisemitisch geprägtes Pamphlet mit dem Zusatz „Von einem deutschen Advokaten. Ein Volksbüchlein für deutsche Christen aller Bekenntnisse“. Es wurde anonym im Umfang von fünf Kapiteln verfasst und erschien 1879 in zweiter Auflage in der Bonifatius-Druckerei in Paderborn. Nach dem Zweiten Weltkrieg wurde das 39-seitige Traktat als Reprint (1976) im als rechtsextrem geltenden Uwe Berg-Verlag in Toppenstedt verlegt („Quellentexte zum wissenschaftlichen Studium der Zeit- und Geistesgeschichte“, Entwicklung des Antisemitismus, Quelle 3).
„Mauscheln“ hat seinen Ursprung im Jiddischen und ist deutlich negativ konnotiert. Hinzu treten Unterformen wie etwa großes und kleines, internationales „Mauschelthum“ und „Mauscheln“ der liberalen Presse. Diese vermeintlichen „Mauscheljuden“ seien „eine besondere Species der emanzipierten Juden“. Der Autor warnt – und fordert zugleich zum Handeln auf – in Form von christlichem (katholisch-konservativem) und rassistischem Antisemitismus vor einer angeblichen jüdischen Weltverschwörung. Er beschreibt die von ihm gemeinte Gruppe als „frivol, frech, vorlaut“ sowie „arbeitsscheu und faul“. Er stützt sich in seiner Argumentation auf deutsche Philosophen wie Johann Gottlieb Fichte, Johann Gottfried Herder, Immanuel Kant und Arthur Schopenhauer und den Talmud.
Der Berliner Antisemitismusforscher Wolfgang Benz kommentierte: „Intention ist die Ausgrenzung der Juden durch Verweigerung der Emanzipation unter Schuldzuweisung an die Minderheit“. Die Bonner Soziologin Verena Buser bewertet die Mittel „als denen der Nationalsozialisten äußerst ähnlich“. Der Trierer Sprachwissenschaftler Hans Peter Althaus befand: „Bei ihrer Hetze bedienten sich die Nationalsozialisten später genau dieser Mittel, die ihnen ein christlicher Autor im Jahr 1879 vorgeführt hat.“